# Équipe d'Algérie masculine de handball au Championnat d'Afrique 1994
Cet article traite du parcours de l'Équipe d'Algérie masculine de handball au Championnat d'Afrique 1994, disputé à Tunis en Tunisie. C'est la dixième participation de l'Algérie à une édition du Championnat d'Afrique des nations.
L'Algérie parvient à atteindre la finale de la compétition mais est battu après prolongation par la Tunisie. L'Algérie obtient à cette occasion sa qualification pour le championnat du monde 1995.

## Résultats

### Phase de groupes
L'Algérie évolue dans le groupe A et a eu pour résultats, :
- 7 novembre 1994 à 11h30 :  Algérie bat  Sénégal 32-14 (mi-temps 17-6)
- 8 novembre 1994 à 18h00 :  Algérie bat  Djibouti 41-8
- 12 novembre 1994 :  Algérie bat  Congo 27-12 (mi-temps 11-6)
- 13 novembre 1994 à 18h00 :  Tunisie bat  Algérie 29-25

Le classement final est :
|   | Équipe   | Pts | J | G | N | P | Bp  | Bc  | Diff |
| - | -------- | --- | - | - | - | - | --- | --- | ---- |
| 1 | Tunisie  | 12  | 4 | 4 | 0 | 0 | 144 | 72  | 72   |
| 2 | Algérie  | 10  | 4 | 3 | 0 | 1 | 125 | 63  | 62   |
| 3 | Congo    | 8   | 4 | 2 | 0 | 2 | 93  | 96  | -3   |
| 4 | Sénégal  | 6   | 4 | 1 | 0 | 3 | 97  | 112 | -15  |
| 5 | Djibouti | 4   | 4 | 0 | 0 | 4 | 51  | 167 | -116 |

La Tunisie et l'Algérie sont qualifiés pour les demi-finales.

### Demi-finale
| 15 novembre 1994 ..h.. | Égypte  | 18 – 26 | Algérie | Tunis, Tunisie |
| 15 novembre 1994 ..h.. | Rapport |         |         | Tunis, Tunisie |

### Finale
La finale, notamment télévisée en directe sur l'ENTV, est jouée le 17 novembre 1994 à Tunis :
| 17 novembre 1994 18h00 | Tunisie      | 18–16 (ap) | Algérie | Salle d'El Menzah, Tunis Affluence : 5 000 Arbitrage : duo bulgare |
| 17 novembre 1994 18h00 | (8-8, 14-14) |            |         | Salle d'El Menzah, Tunis Affluence : 5 000 Arbitrage : duo bulgare |
| 17 novembre 1994 18h00 | Prol. : 4-2  |            |         | Salle d'El Menzah, Tunis Affluence : 5 000 Arbitrage : duo bulgare |

## Effectif
Les joueurs ayant participé à la compétition sont :
- Karim El-Maouhab (EM Mahdia, )
- Sofiane Elimam (Club africain, )
- Redouane Aouachria (La Roche/Yon VHB, )
- Redouane Saïdi
- Karim Yala
- Mahmoud Bouanik (Villeneuve d'Ascq, )
- Abdeldjalil Bouanani
- Achour Hasni
- Rabah Gherbi (Club africain, )
- Salim Abes
- Nabil Rouabhi
- Salim Nedjel (MM Batna)
- Mohamed Bouziane
- Sofiane Khalfallah

Staff
- Entraîneur : Mohamed Machou
- Manager : Salah Bouchekriou